# Te quedaste
Te quedaste  è un singolo del gruppo musicale statunitense Ha*Ash, pubblicato nel 2003, come terzo singolo l'album di debutto omonimo.

## La canzone
La traccia, è stata scritta da Leonel García e Áureo Baqueiro.

## Video musicale
Il videoclip, è stato pubblicato su YouTube il 25 ottobre 2009. Il video ha raggiunto 38 milioni di visualizzazioni su Vevo.

## Tracce
Download digitale
1. Te quedaste – 3:46 (Salvador Rizo, Áureo Baqueiro)

## Formazione
- Ashley Grace – voce
- Hanna Nicole – voce
- Leonel García – composizione
- Áureo Baqueiro – composizione, programmazione, produzione
- Rodolfo Cruz  – programmazione
- Armando Ávila – chitarra

## Classifiche
| Classifica (2004)                      | Posizione massima |
| -------------------------------------- | ----------------- |
| Messico (Monitor Latino)               | 4                 |
| Stati Uniti Latin Airplay(billboard)   | 17                |
| Stati Uniti Latin Pop Songs(billboard) | 28                |
| Stati Uniti US Hot Latin (billboard)   | 28                |